# 高崎隆
高崎 隆（たかさき りゅう）は、日本の漫画家。男性。代表作は『オレってピヨリタン』。雨宮淳のアシスタントを経て『PJ-1』名義でデビュー、美少女マンガ誌を中心に執筆していた。

## 人物
釣り好きであり、特にバスフィッシングを好んでいる。『オレってピヨリタン』の巻頭コメントや巻末漫画はほとんど釣り関連の内容であり、自身のテクニック、自慢話、体験談を語っていてルアーの作り方を説明したこともある。また本編にも釣り関連の話が登場したことがある。
また、江戸川区の小岩にあったゲームセンター「ゲームスターズ」（既に閉店）の経営者でもあった事を『オレってピヨリタン』13巻の巻末漫画で明らかにしている。

## 作品リスト

### 高崎隆
- そんなにジャマイカ!（読切作品）（月刊少年チャンピオン1993年11月号、秋田書店）
- オレってピヨリタン（月刊少年チャンピオン、秋田書店）

### PJ-1
- 美少女ナンバーワン
- 美少女100％
- マドンナ先生
- びんびんメイクラブ
- 先生はDカップ（WORLDコミックス）
- 赤い口唇（司書房）
- 狂気
- 囁母
- 欲望み
- 欲望み2
- 歪み
- 背徳ゲーム